# Quanera Hayes
Quanera Hayes (7 marzo 1992) è una velocista statunitense.

## Progressione

### 400 metri piani
| Stagione | Tempo | Luogo      | Data      | Rank. Mond. |
| -------- | ----- | ---------- | --------- | ----------- |
| 2018     | 53"23 | Torrance   | 21-4-2018 | 290ª        |
| 2017     | 49"72 | Sacramento | 24-6-2017 | 3ª          |
| 2016     | 49"91 | Nassau     | 16-4-2016 | 6ª          |
| 2015     | 50"84 | Eugene     | 26-6-2015 | 19ª         |
| 2014     | 51"91 | Allendale  | 24-5-2014 | 68ª         |
| 2013     | 51"54 | Pueblo     | 25-5-2013 | 38ª         |
| 2012     | 54"18 | Pueblo     | 26-5-2012 | 517ª        |
| 2011     | 57"95 | Durham     | 23-6-2011 | 3128ª       |
| 2010     | 56"46 | Greensboro | 21-5-2010 | 1568ª       |

## Palmarès
| Anno | Manifestazione  | Sede       | Evento      | Risultato  | Prestazione | Note                                                |
| ---- | --------------- | ---------- | ----------- | ---------- | ----------- | --------------------------------------------------- |
| 2016 | Mondiali indoor | Portland   | 400 m piani | Bronzo     | 51"76       |                                                     |
| 2016 | Mondiali indoor | Portland   | 4×400 m     | Oro        | 3'26"38     | Miglior prestazione mondiale stagionale             |
| 2017 | World Relays    | Nassau     | 4×400 m     | Oro        | 3'24"36     | Miglior prestazione mondiale stagionale             |
| 2017 | Mondiali        | Londra     | 400 m piani | Semifinale | 50"71       |                                                     |
| 2017 | Mondiali        | Londra     | 4×400 m     | Oro        | 3'19"02     | Miglior prestazione mondiale stagionale             |
| 2018 | Mondiali indoor | Birmingham | 4×400 m     | Oro        | 3'23"85     | Record dei campionati · Record nord-centroamericano |
| 2021 | Giochi olimpici | Tokyo      | 400 m piani | 7ª         | 50"88       |                                                     |
| 2023 | Mondiali        | Budapest   | 4×400 m     | Batteria   | dq          |                                                     |
| 2024 | Mondiali indoor | Glasgow    | 4×400 m     | Argento    | 3'25"34     |                                                     |
| 2024 | World Relays    | Nassau     | 4x400 m     | Oro        | 3'21"70     |                                                     |
| 2024 | Giochi olimpici | Parigi     | 4x400 m     | Oro        | 3'15"27     |                                                     |
| 2025 | Mondiali indoor | Nanchino   | 4x400 m     | Oro        | 3'27"45     |                                                     |

## Campionati nazionali
- 2 volte campionessa nazionale dei 400 m piani (2017, 2021)
- 1 volta campionessa nazionale indoor dei 400 m piani (2016)

2016
- Oro ai campionati statunitensi indoor (Portland), 400 m piani - 51"09

2017
- Oro ai campionati statunitensi (Sacramento), 400 m piani - 49"72

2021
- Oro ai campionati statunitensi (Eugene), 400 m piani - 49"78

## Altre competizioni internazionali
2021
- Vincitrice della Diamond League nella specialità dei 400 m piani